# 米罗斯拉夫卡 (沃伦州)
51°0′1″N 25°11′12″E / 51.00028°N 25.18667°E
米羅斯拉夫卡（烏克蘭語：Мирославка），是烏克蘭的村落，位於該國西部沃倫州，由盧茨克區負責管轄，面積0.19平方公里，海拔高度180米，2001年人口92，人口密度每平方公里484.21人。